# Dilar algericus
Dilar algericus är en insektsart som beskrevs av Navás 1909. Dilar algericus ingår i släktet Dilar och familjen Dilaridae. Inga underarter finns listade i Catalogue of Life.